# Bilkisu Yusuf
Bilkisu Yusuf, também conhecida como Hajiya Bilkisu Yusuf (2 de dezembro de 1952 – 24 de setembro de 2015), foi uma jornalista, colunista e editora nigeriana de jornais de destaque em Abuja, Kano e Kaduna, Nigéria. Ela é conhecida na Nigéria por ser a primeira mulher a comandar um jornal nacional e atuou como editora em mais dois. Ela era hauçá, muçulmana, feminista, de ascendência iorubá e defensora da sociedade inter-religiosa, que ficou conhecida por ser conselheira do presidente nigeriano para assuntos internacionais e pela fundação de ONGs, como Mulheres na Nigéria e a Federação de Associações de Mulheres Muçulmanas na Nigéria. Yusuf foi morta na debandada de Mina em 2015 enquanto estava em Haj, Meca, na Arábia Saudita.

## Biografia

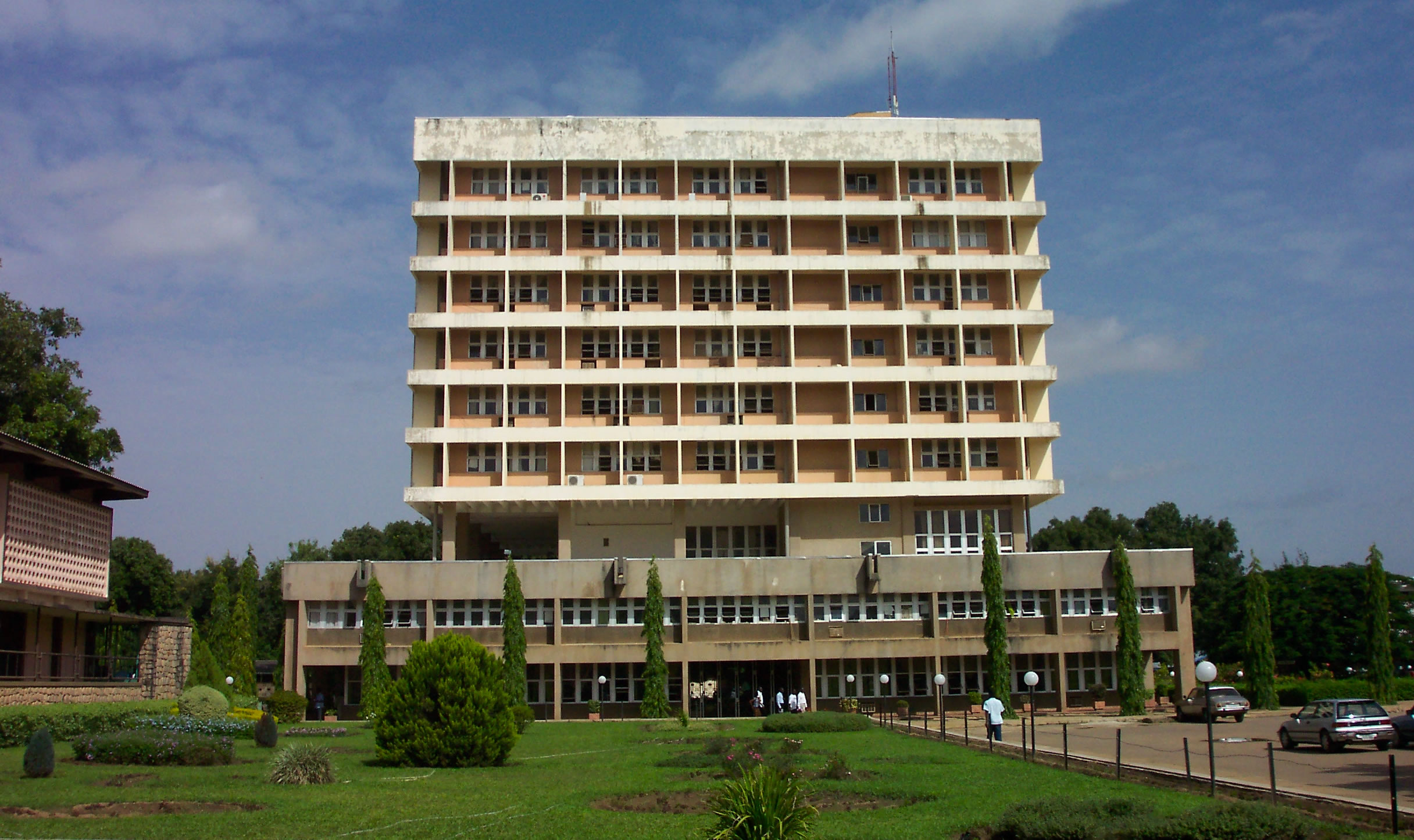
Yusuf frequentou a Universidade Ahmadu Bello e fundou a organização Mulheres na Nigéria no início dos anos 80

Bilkisu Yusuf nasceu em 2 de dezembro de 1952. Ela avançou da Escola Primária Ansar, Kano, em 1964, para a escola secundária no Government Girls College, Dala, Kano.
A educação superior de Yusuf foi em ciência política e jornalismo. Ela obteve seu diploma de bacharel em ciência política na Universidade Ahmadu Bello em Zaria, Nigéria; seu mestrado em ciência política e relações internacionais pela University of Wisconsin–Madison em Madison, Wisconsin, Estados Unidos; e um diploma em jornalismo pela Escola de Jornalismo Internacional do Instituto Estatal de Relações Internacionais de Moscou, Rússia, em 1986.
Ela foi casada com Alhaji Sanusi Ciroma Yusuf, que acabou se tornando o Juiz Chefe de Estado. O casal teve dois filhos, um filho, Moshood Sanusi Yusuf, e uma filha, Nana Fátima. Mais tarde, eles se divorciaram. Seu primeiro marido morreu aos 73 anos. Ela se casou com Mustapha Bintube posteriormente.
Hajiya Bilkisu Yusuf recebeu o título honorário de Hajiya depois de completar a peregrinação a Meca (Haji é a forma masculina). Ela morreu enquanto servia como líder de mulheres em nome da Comissão Nacional do Hajj da Nigéria.

## Carreira
Bilkisu Yusuf foi jornalista do Daily Trust e Leadership em Abuja, Nigéria. Após seu retorno da Universidade de Wisconsin-Madison, ela se tornou a primeira editora do Sunday Triumph, Kano, de 1983 a 1987. Também ocupou o título de editora do New Nigerian, em 1987, e da Citizen Magazine em 1990. Yusuf era conhecida por sua coluna "Vigilância da Sociedade Civil". Ela era ativa na Associação de Mulheres Jornalistas da Nigéria (NAWOJ, em inglês), que orientou jovens jornalistas na Nigéria.
Yusuf foi a conselheira do presidente nigeriano para assuntos internacionais. Ela também foi uma notável ativista dos direitos das mulheres. Fundou várias ONGs, como Mulheres na Nigéria (WIN, em inglês), que foi uma das primeiras organizações feministas na Nigéria, Federação de Associações de Mulheres Muçulmanas na Nigéria (FOMWAN), e Fundação de Reforma da Saúde da Nigéria (HERFON). Também foi ativa no Bring Back Our Girls, que visava o retorno seguro das meninas Chibok.

## Morte
Uma confusão ocorreu em um cruzamento em Mina, Arábia Saudita, em 24 de setembro de 2015, por volta das 9h. As multidões estavam a caminho de Muzdalifah para Jaramat, onde os peregrinos atiravam pedras para simbolizar o apedrejamento do diabo durante o Hajj. De lá, eles seguiriam para a Grande Mesquita em Meca. Mais de 2.000 peregrinos foram pisoteados até a morte durante a confusão e quase 200 deles foram identificados como cidadãos nigerianos. Bilkisu Yusuf foi identificada entre as pessoas mortas. Outros nigerianos notórios que foram pisoteados até a morte incluem o professor Tijjani El-Miskin.

## Contexto

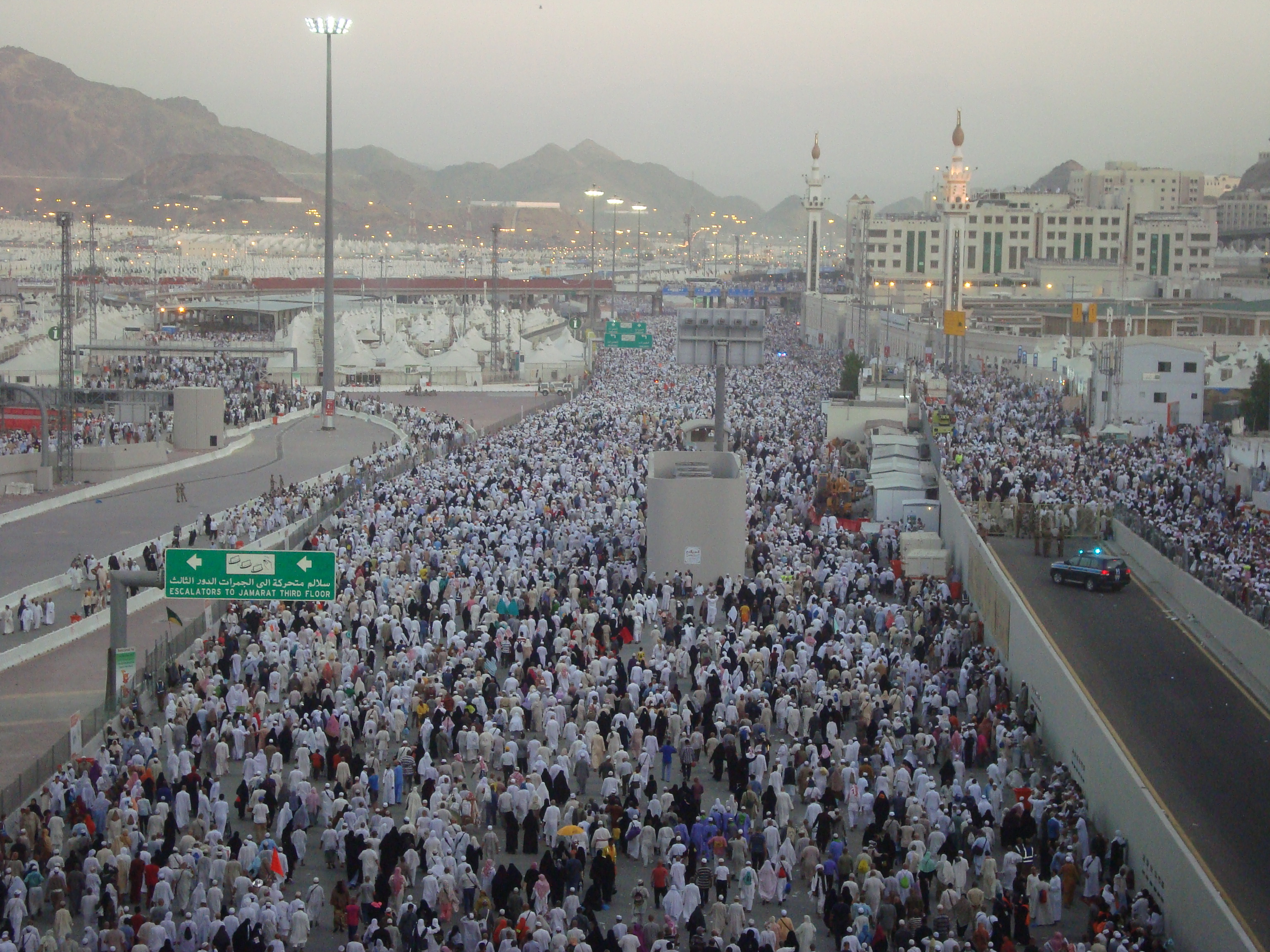
Os peregrinos do Hajj em Mina dirigem-se à Jamarat por caminhos marcados

A Arábia Saudita é um país do Oriente Médio com uma população de 27.752.316 habitantes. É o lar de duas das mesquitas mais sagradas da religião muçulmana. Um deles é o Masjid al-Haram em Meca, que é o destino da peregrinação do Hajj. E a outra é a Masjid an-Nabawi de Medina, local de sepultamento do profeta Maomé. A peregrinação a Meca é o quinto pilar do Islã e de acordo com sua crença deve ser realizada pelo menos uma vez na vida de todo muçulmano. Esta peregrinação é feita por milhares de pessoas de todo o mundo e todos os anos.
A Nigéria é um país da África Ocidental. Sua sociedade tem fortes laços patriarcais, o que leva a muita discriminação contra as mulheres. Eles também têm um problema com pobreza extrema e drogas. O Boko Haram em 2014 sequestrou 219 meninas da escola Chibok, o que chamou a atenção mundial para os esforços de resgatar as meninas. No entanto, cerca de 100 foram encontrados em abril-maio de 2017.

## Reações
O gabinete do presidente nigeriano Muhammadu Buhari divulgou a seguinte declaração após a confusão: "O presidente Buhari se solidariza com a Associação de Editores da Nigéria e a União de Jornalistas da Nigéria pela triste perda de Hajiya Bilkisu, um exemplo, dedicada, conhecedora, muito credível, altamente respeitada, excelente editora e colunista que, mesmo na morte, continuará sendo modelo brilhante para jornalistas, dentro e fora da Nigéria."
Jibrin Ibrahim, diretor do Centro para Democracia e Desenvolvimento descreveu Yusuf como "grande humanista, advogada, jornalista, networker e, acima de tudo, uma muçulmana devota, que morreu servindo a Deus".
Dr Oby Ezekwesili, diretor da Bring Back Our Girls e ex-ministro da Educação na Nigéria, disse: "Bilkisu lutou toda a sua vida pela educação infantil. Ela tem sido consistente em sua defesa. Ela nunca se cansou até a hora de ir. Celebramos os grandes passos de nossa irmã. Ficamos muito felizes em tê-la como parte de nossa família."
Aliyu Muktar, ex-editora do jornal Triumph e que trabalhou com Yusuf, disse: "Ela era para mim um modelo; uma excelente carreira, muito completa e despretensiosa. Você sabe, ela era corajosa, sincera e sempre lutando pelos oprimidos. Você também conhece o antecedente dela; Hajia era alguém que não toleraria injustiça em nenhum lugar."

## Aparições na cultura
Bilkisu Yusuf foi uma dos 42 jornalistas entrevistados para a referência enciclopédica Nigerian Journalism escrita por Mike Awoyinfa e Dimgba Igwe.